# Geoffrey Miller
Geoffrey Miller (Cincinnati, Ohio, 1965 –) az Új-Mexikói Egyetem Pszichológia Tanszékének professzora. Evolúciós pszichológus, akinek munkássága Daniel Dennett, Steven Pinker és Richard Dawkins hagyományait követi.

## Kutatási témái
Miller munkássága során Darwin azon teoretikus megfigyeléseiből indult ki, hogy az evolúciót nem csupán a természetes szelekció, hanem a szexuális szelekció is befolyásolja.
Miller szerint az emberi elme nem pusztán túlélőgépnek, hanem emellett udvarlógépnek fejlődött ki. Ez azt jelenti, hogy őseink nemcsak életben tudtak maradni egy ideig, hanem sikerült szexuális kapcsolatot létesíteniük legalább egy másnemű partnerrel, legalább akkora intenzitással, hogy együtt utódot hozzanak létre. Az ember szellemi képességei nemcsak aszerint alakultak ki, hogy evolúciónk során mi volt hasznos az életben maradáshoz, hanem aszerint is, hogy őseink mit találtak egymásban rokonszenvesnek a nemi partner kiválasztásánál. Az evolúciós pszichológus feltételezése szerint ez a "szexuális szelekció" teszi lehetővé, hogy a párválasztás és udvarlás során olyan tulajdonságok is kialakuljanak, melyeknek nincs közvetlen túlélési hasznuk, viszont a szexuális partner kiválasztását pozitívan befolyásolják. Ilyen például a pávakakas nagy és szépséges farktolla, mely túlélésben amúgy inkább akadályozná a pávát, a pávatyúk szemében azonban a "fit" gének jelének bizonyul, s minél nagyobb és díszesebb, annál valószínűbb, hogy a kakas génjei továbbélnek.
Tudományos publikációi között szerepelnek vizuális percepcióval, kognícióval, tanulással, idegrendszerrel, genetikus algoritmusokkal, evolúciós játékelmélettel, zenével, kultúrával, intelligenciával foglalkozó írások. Tanulmányai érintették az emberi ítélőképesség adaptációjának, a döntéshozás, a stratégiai magatartás, valamint a kommunikáció szociális és szexuális dominanciára irányuló vizsgálódások tudományterületét.

## Iskolái
- biológia-pszichológia szak, Columbia Egyetem, 1987
- posztdoktori ösztöndíjas (evolúció- és adaptációkutató csoport), Sussexi Egyetem, 1992-1994
- PhD (kognitív pszichológia) Roger N. Shepard vezetése alatt, Stanford Egyetem, 1993

## Magyarul megjelent művei
- A párválasztó agy. A párválasztás szerepe az emberi agy evolúciójában; ford. Vassy Zoltán; Typotex, Budapest, 2006 (Test és lélek) ISBN 963-9548-85-5

Az eredeti mű: The mating mind : how sexual choice shaped the evolution of human nature. London : Vintage, 2001, cop. 2000. ISBN 0-09-928824-9
Kiadták az angol nyelvű területeken (USA, Anglia, Kanada), s lefordították több nyelvre, koreai, kínai, török, lengyel, portugál stb.
Kutatásairól tudósít a Nature, a Science, a New York Times, New Scientist, The Economist, Financial Times (Anglia), Der Spiegel (Németország), rádiók közül a BBC, NPR közöl tudósításokat, dokumentumfilmjei láthatók a TV-csatornákon (pl. CNN, Discovery Channel, National Geographic Channel, holland, japán TV stb.